# Carl Zenner
Pour les articles homonymes, voir Zenner.
Carl Peter Zenner, également Karl Peter Zenner, (né le 11 juin 1899 à Oberlimberg et mort le 16 juin 1969 à Andernach) est un homme politique national-socialiste allemand et SS, SS-Brigadeführer et Generalmajor de la police. 

## Biographie
Zenner est le fils d'un directeur de carrière. Après l'école primaire, il étudie au lycée d'Andernach, qu'il quitte avec la maturité primaire. Après avoir pris part à la Première Guerre mondiale, Zenner fait partie de la Brigade du nord de la Lituanie dans les États baltes de la mi-janvier à la fin de septembre 1919, et de là est temporairement transféré à Hambourg au printemps 1919 pendant trois mois pour réprimer un soulèvement des spartakistes. Après sa libération de l'armée, il étudia l'économie et l'administration des affaires à Cologne et obtient en décembre 1921 un diplôme en administration des affaires. Chez Brohltal AG à Burgbrohl, il travaille dans le département commercial, puis finalement comme chef de département. Il est au chômage dans la première moitié de 1932. 
Zenner rejoint le NSDAP (numéro de membre 13 539) en août 1925 et travaille ensuite pour le parti jusqu'en 1928 en tant que chef du district politique du district de Coblence-Trèves. Il est également chef de groupe local à Coblence et est actif en tant qu'orateur régional et du Reich pour le NSDAP jusqu'en 1933. En août 1926, il devient membre de la SS (numéro de membre 176) et la même année, chef adjoint des SS pour la région de Rhénanie et occupe par la suite des fonctions de direction au sein de cette organisation. Pendant l'occupation de la Rhénanie en 1927, il est acquitté par les tribunaux de guerre français à Coblence pour rupture de la paix, mais est condamné à une amende pour des activités nazies à Mayence. De 1929 à 1933, il membre du conseil de l'arrondissement d'Ahrweiler et devient adjoint au maire de la ville d'Ahrweiler. 
Après l'échec de sa candidature au Landtag prussien et au Reichstag en 1928, Zenner est élu  au Reichstag pour la 21e circonscription (Coblence-Trèves) aux élections du Reichstag en juillet 1932, mais perd celui-ci en novembre 1932. 
Après la « prise du pouvoir » par les nationaux-socialistes, Zenner redevient membre du Reichstag pour la 21e circonscription (Coblence-Trèves) en mars 1933, dont il resta membre jusqu'à la fin du régime nazi. De mai 1937 jusqu'à son congé en août 1941, il est chef de la police à Aix-la-Chapelle. De 1937 à 1942, il est juge honoraire au Tribunal du peuple. En juin 1941, il est promu SS-Brigadführer, le grade le plus élevé qu'il reçoit au sein de la SS; quelques mois plus tard, il est nommé Generalmajor de la police. En août 1941, il est nommé SS- und Polizeiführer (SSPF) pour la Biélorussie à Minsk, où il devient également SS-Standortführer. Fin juillet 1942, il est relevé de ses fonctions parce qu'Erich von dem Bach-Zelewski lui donne trop peu d'engagement pour combattre les partisans. Après avoir remis le poste, il vient à Berlin et devient chef du bureau d'enregistrement B II au bureau principal de la SS et y reste jusqu'à la fin de la guerre. Les poursuites engagées contre lui à l'automne 1942 pour «manquement au devoir» sont abandonnées en décembre 1943 par la Cour suprême de la SS et de la police. 
À la fin de la guerre, il est fait prisonnier de guerre par la France à la fin du mois de mai 1945 et est interné à Balingen et Aix-la-Chapelle. Enfin, le 12 juin 1947, il est remis à la juridiction militaire britannique et condamné à une peine de cinq ans de prison et à une amende pour sa participation aux pogroms de novembre . Après sa libération de prison à la mi-juin 1950, il travaille comme directeur général à Brohl. 
Le 12 juin 1961 Zenner est condamné à 15 ans de prison par le tribunal régional de Coblence . Le sujet du procès est le meurtre de plus de 6 000 hommes, femmes et enfants juifs du ghetto de Minsk, survenu entre le 7 et le 11 novembre 1941 ont été fusillés "afin de libérer de l'espace de vie pour les transports de Juifs arrivant du Reich allemand". Il est remis en liberté avant sa mort. 